# Вангел Тодоровски
Вангел Наумов Тодоровски с псевдоним Майорот (Майорът) е югославски комунист.

## Биография
Роден е пред 1920 година в Битоля. Бръснар по професия и ръководител на бръснарските работници. През 1940 година става член на ЮКП и на Местния комитет на СКМЮ за Битоля. Неколкократно е арестуван поради комунистическа дейност. След началото на Втората световна война преминава в нелегалност и започва работа за Местния комитет на ЮКП за Битоля. Преследван от българските власти убива битолския областен полицейски началник и се самоубива, за да не бъде арестуван. На 2 август 1952 година е провъзгласен за Народен герой на Югославия.